# Simon Marmion

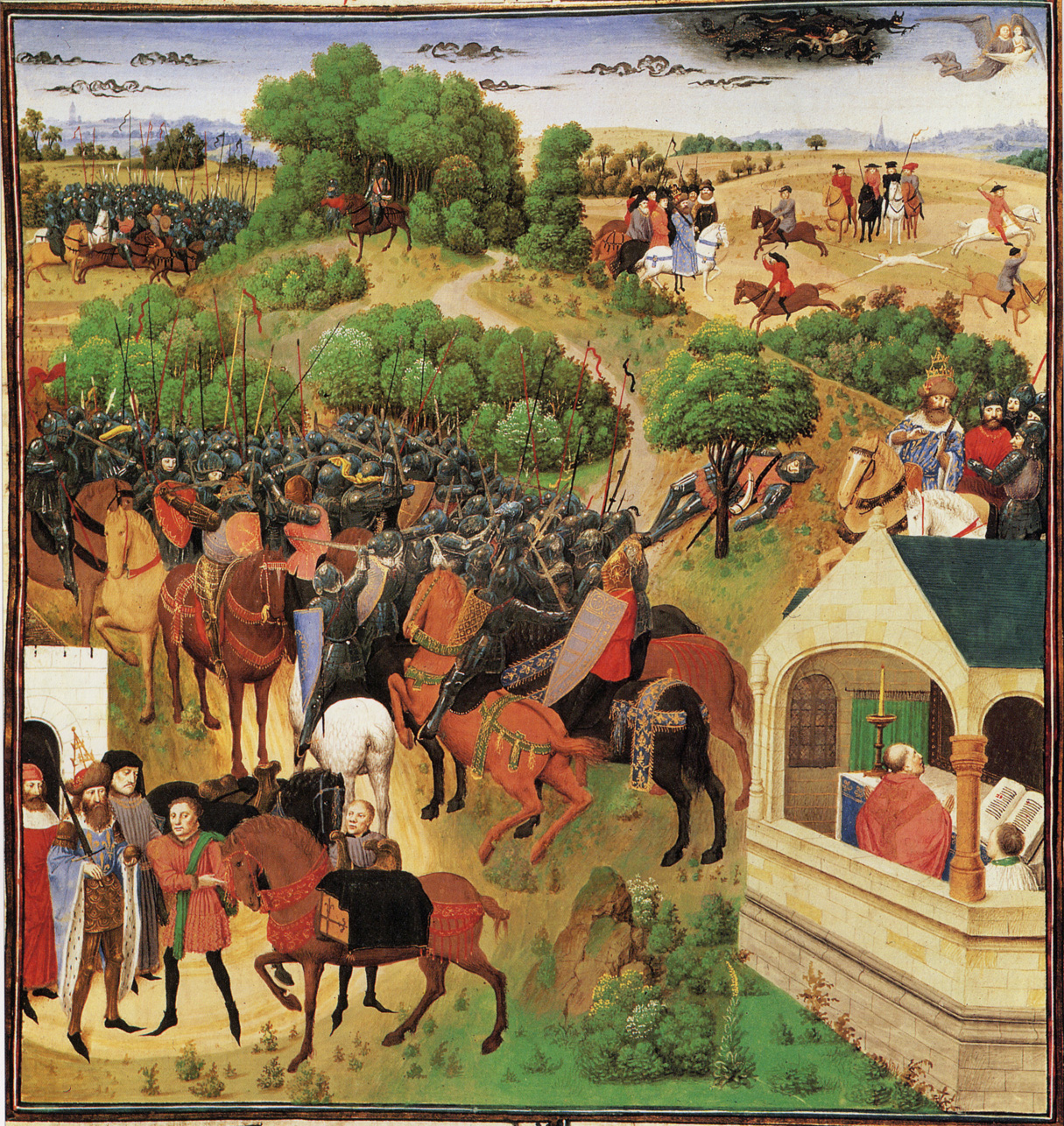
Osiem scen z Pieśni o Rolandzie – miniatura w Les Grandes Chroniques de France

Simon Marmion (ur. między 1420 a 1425 w Amiens, zm. 25 grudnia 1489 w Valenciennes) – francuski malarz i miniaturzysta późnego gotyku.

## Życie
Terminował w warsztacie swego ojca Jana w Amiens. Kształcił się też zapewne w warsztatach iluminatorskich Mistrza Jeana Mansela i Mistrza Guilleberta z Metzu. Od 1454 działał w Lille dla książąt burgundzkich Filipa Dobrego i Karola Śmiałego. W 1458 osiadł w Valenciennes, gdzie mieszkał aż do śmierci. Od 1468 należał do gildii św. Łukasza w Tournai.

## Twórczość
Był artystą bardzo płodnym i wszechstronnym. Wykonywał iluminacje książkowe, obrazy tablicowe, dekoracje okolicznościowe, polichromie rzeźb i projekty tapiserii. Przypisywane mu prace powstały między 1455 a 1475.
Jego głównym dziełem są obrazy w ołtarzu głównym kościoła Benedyktynów opactwa św. Bertyna w Saint-Omer (ok. 1459). Fundatorem retabulum był biskup Guillaume Fillastre (1400/1407-1473), opat klasztoru przy kościele św. Bertyna (namalowany w pozycji klęczącej na lewym skrzydle). Obrazy przedstawiają dziewięć scen z życia świętego patrona: narodziny, obłóczyny w Luxeuil, pielgrzymkę do Thérouanne, budowę i poświęcenie nowego klasztoru, oddzielenie wina od wody, przyjmowanie neofitów (dwa obrazy), wypędzenie kusicielki, śmierć. Zewnętrzne strony długich skrzydeł, namalowane techniką en grisaille, zawierają podobizny proroków i przodków Chrystusa ze sceną Zwiastowania w centrum. Kiedy klasztor przestał istnieć ołtarz został zdemontowany. Górne części skrzydeł znajdują się obecnie w Londynie, a główne obrazy tablicowe w Berlinie.
Wykonywał miniatury do modlitewników i godzinek m.in. na zamówienie księcia Filipa Dobrego (ok. 1467). Iluminował liczne rękopisy. Za arcydzieło piętnastowiecznego iluminatorstwa uważa się jego 20 miniatur z Wizją rycerza Tundala (pośmiertna podróż rycerza po zaświatach) w kodeksie Małgorzaty z Yorku.
W swojej twórczości łączył wpływy Rogiera van der Weydena i Dirka Boutsa z tradycjami francuskimi. Jego dzieła charakteryzuje głębia przestrzeni, jasna i czysta kolorystyka, realizm szczegółów oraz elegancja postaci. Poeta Jean Lemaire de Belges w poemacie La couronne margaritique (1505) nazwał go prince d’enluminure (księciem iluminacji).

## Wybrane dzieła
- Sceny z życia św. Bertyna – 1459, 56 × 147 cm + 56 × 147 cm, Gemäldegalerie, Berlin (lewe i prawe skrzydło ołtarza)
- Madonna i Chrystus Frasobliwy – 1480-90, 44 × 30,5 cm, Groeninge Museum, Brugia
- Chór aniołów – ok. 1459, 57,6 × 20,9 cm, National Gallery w Londynie (fragm. ołtarza św. Bertina)
- Dusza św. Bertyna unoszona do nieba – ok. 1459, 57,7 × 20,5 cm, National Gallery w Londynie (fragm. ołtarza św. Bertyna)
- Ukrzyżowanie – 1470-80, 90,8 × 95,2 cm, Museum of Art, Filadelfia (przypisywany)
- Mater Dolorosa – ok. 1480, Musée des Beaux-Arts, Strasburg
- Pietà – 11,7 × 8,9 cm, Museum of Art, Filadelfia

|  |  |

## Wybrane rękopisy iluminowane przez artystę
- Fleur des histoires (1446-51)
- Pontyfikał Thérouanne (ok. 1455-56)
- Les Grandes Chroniques de France de Saint-Denis (ok. 1458)
- Modlitewnik Filipa Dobrego (1462-65)
- Wizja rycerza Tondala (1475)
- Vision de l’âme (1475)
- Livre des propriétés des choses (1479-80)

## Ciekawostka
Peter Paul Rubens tak zachwycił się malowidłami z ołtarza św. Bertyna, że chciał zapłacić za nie tyle monet, ile zmieściłoby się na ich powierzchni.